# Хрустальненська міська територіальна громада
Хрустальненська міська громада — номінально утворена громада в Україні, в Ровеньківському районі Луганської області. Адміністративний центр — місто Хрустальний. Територія громади окупована військами РФ.
Площа громади — 843,3 км², населення — 135,08 тисяч мешканців (2020).
Громада утворена шляхом об'єднання Вахрушівської, Краснолуцької,  Міусинської, Петровської міської, Запорізької, Іванівської, Краснокутської, Маломиколаївської, Софіївської, Фащівської, Хрустальненської, Штерівської селищної та Краснолуцької, Микитівської сільської рад.

## Населені пункти
У складі громади: міста – Боково-Хрустальне, Міусинськ, Петрово-Красносілля, Хрустальний; селища міського типу – Грушове, Запоріжжя, Іванівка, Княгинівка, Красний Кут, Маломиколаївка, Садово-Хрустальненський, Софіївський, Фащівка, Федорівка, Хрустальне, Штерівка та села – Баштевич, Буткевич, Вергулівське, Воскресенівка, Ганнівка, Давидівка, Єлизаветівка, Жереб'яче, Західне, Зелений Гай, Індустрія, Ковильне, Козаківка, Комендантське, Корінне, Краснолуцький, Курган, Лісне, Микитівка, Новоєлизаветівка, Орлівське, Сонячне, Степове, Тамара, Трубний, Урожайне, Хрустальний, Широкий.